# Няньчур Гордій Васильович
Няньчур Гордій Васильович (04.01.1884, Волинська губернія — 15.06.1929) — український громадсько-політичний діяч.

## Життєпис

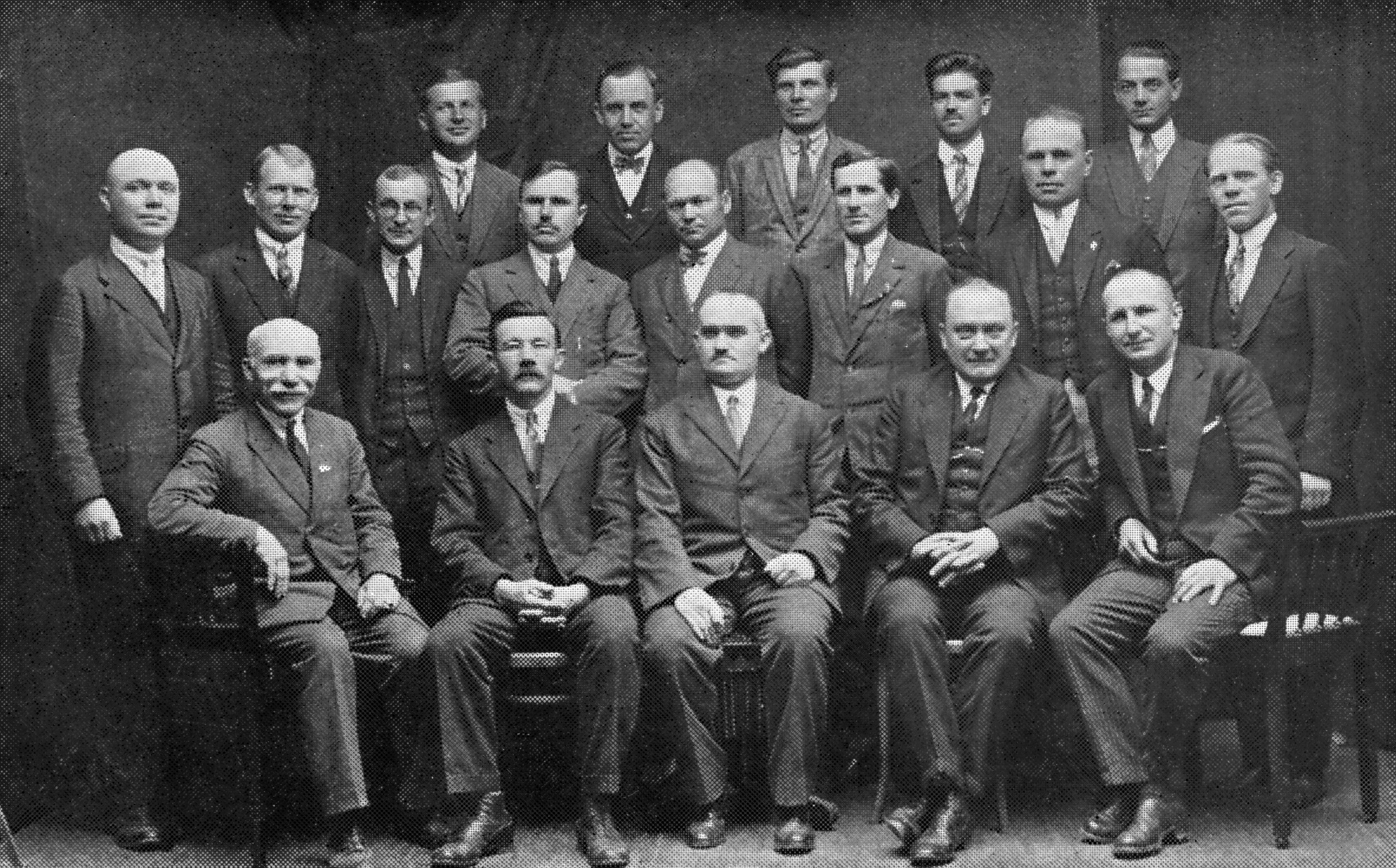
Члени Конференції УСДРП в Подєбрадах 1928 р. Гордій Няньчур стоїть у першім ряді другий зправа.

У грудні 1917 р. — квітні 1918 р. — херсонський губернський комісар УНР.
За доби Української Держави — член губернської земської управи Херсонської губернії.
У часи Директорії УНР 18 квітня 1919 року призначений тов. міністра внутрішніх справ УНР.
У липні 1919 року за дорученням міністра МВС Ісаака Мазепи очолював українську міліцію та адміністративний департамент МВС.
У квітні-травні 1919 р. із спеціальною перевіркою діяльності урядовців УНР перебував у Галичині.
З вересня 1919 р. — голова політичного та місцевого самоврядування департаментів МВС УНР.
Влітку 1920 р. виїхав за кордон.
Навчався в Українській господарській академії у Подєбрадах, згодом там же на викладацькій роботі.
Мешкав у Австрії.